# Церковь Николая Чудотворца на Зверинце
Це́рковь Никола́я Чудотво́рца на Звери́нце — уничтоженный в советское время православный храм, располагавшийся в Твери в районе Затьмачье.
Находился на площади Победы, улица Софьи Перовской и Бебеля назывались соответственно 1-я и 2-я Никольская.
Исторически залив Тьмаки являлся не заливом, а отдельным водоёмом, который носил название «урочище Зверинец». Считается, что в древности здесь располагался княжеский зверинец.
Каменный храм был заложен в 1730-е годы на месте прежнего деревянного. Его строительство было завершено в начале 1740-х годов. Храм имел три престола: во имя Николая Чудотворца, в честь Нила Столобенского и тверского епископа Арсения.
В 1767 году началось сооружение каменной колокольни. В 1860-е годов на средства купчихи Е. А. Нечаевой был расширен северный придел, выполнена роспись на стенах. До 1934 года храм являлся действующим, с 1936 года в церкви был устроен клуб.
В 1966 году в конце лета храм был взорван советскими властями, на его месте открыт обелиск ВОВ.